# إيفيكا زوباك
إيفيكا زوباك (بالكرواتية: Ivica Zubac) مواليد 18 مارس 1997 في موستار، البوسنة والهرسك، هو لاعب كرة سلة كرواتي. بدأ مسيرته الاحترافية في سنة 2013. تم اختياره من قبل فريق لوس أنجلوس ليكرز خلال الدرافت. يلعب مع لوس أنجلوس ليكرز في الرابطة الوطنية لكرة السلة كلاعب وسط. يحمل الرقم 40. يبلغ طوله 7 قدم 1 بوصة (2.2 م).

## المسيرة الاحترافية
لعب مع نادي سيبونا لكرة السلة من سنة 2014 إلى 2016، ثم لعب مع نادي ميغا لكرة السلة في سنة 2016، ثم لعب مع لوس أنجلوس ليكرز في سنة 2016.

## إحصائيات المسيرة

### الموسم الاعتيادي
| السنة   | الفريق           | لعب | بدأ | دقيقة | ميداني% | ثلاثية | حرة  | ارتداد | صنع | استلاب | تصدي | نقطة |
| ------- | ---------------- | --- | --- | ----- | ------- | ------ | ---- | ------ | --- | ------ | ---- | ---- |
| 2016–17 | لوس أنجلوس ليكرز | 38  | 11  | 16.0  | .529    | .0     | .653 | 4.2    | 0.8 | 0.4    | 0.9  | 7.5  |

## روابط خارجية
- إيفيكا زوباك على موقع الاتحاد الدولي لكرة السلة (الإنجليزية)
- إيفيكا زوباك على موقع إن بي أي (الإنجليزية)
- إيفيكا زوباك على موقع سبورتس رفرنس (الإنجليزية)
- إيفيكا زوباك على موقع كرة السلة الأوروبية.كوم (الإنجليزية)
- إيفيكا زوباك على موقع إي إس بي إن.كوم (الإنجليزية)
- إيفيكا زوباك على موقع ريلجم (الإنجليزية)
- إيفيكا زوباك على موقع بروبوليرز (الإنجليزية)
- إيفيكا زوباك على موقع سبورتس رفرنس (الإنجليزية)